# قبول می‌کنم
قبول می‌کنم (به هندی: Qubool Hai) یک مجموعه تلویزیونی هندی در ژانرهای اسلامی، عاشقانه و جنایی و طنز به کارگردانی گال خان می‌باشد. 

## داستان
زویا فروغی یک دختر یتیم هندی الاصل است که خارج از کشور زندگی می‌کند. او برای پیدا کردن پدر واقعی‌اش به بوپال می‌آید. در طول مدتی که زویا در آن منطقه در جستجوی پدرش است، در کنار خانواده یک تاجر ثروتمند به نام اسد احمد خان (کارن سینگ گرول) زندگی می کند. زویا و اسد در ابتدا از یکدیگر خوششان نمی‌آید. زویا دختری خوش قلب، مدرن و دوست داشتنی و سرزنده است و این رفتارهای زویا برای اسد که پسری بد دل و سنتی است، آزاردهنده است.

## بازیگران
- سوربهی جیوتی در نقش‌های پنج‌گانه (زویا فرخی _ صنم احمد خان _ سحر احمد خان _ جنت آفتاب خان _ ماهیرا اختر)
- کارانویر بوهرا در نقش (آهیل رضا ابراهیم)
- کاران سینگ گروور در نقش (اسد احمد خان)
- واکور شیخ در نقش (رشید احمد خان)
- شالینی کاپور در نقش (دلشاد احمد خان)
- نهال لاکشمی در نقش (نجما احمد خان)
- امراپالی گوپتا در نقش‌های (تنویر_ ساشی کاپور)
- ادیتی گوپتا در نقش‌های (صنم جادوگر)
- آلکا کاشال در نقش‌های (راضیه_جادوگر)

## جوایز و نامزدی‌ها
| سال  | جایزه                            | رده                                           | نامزدی                          | نتیجه    | Ref(s) |
| ---- | -------------------------------- | --------------------------------------------- | ------------------------------- | -------- | ------ |
| ۲۰۱۳ | Indian Television Academy Awards | Desh ka Dharavahik-Best Serial                | 4 Lions Films                   | برنده    | [ ۲ ]  |
| ۲۰۱۳ | Indian Television Academy Awards | Desh Ka Sitara-بهترین بازیگر مرد عامه‌پسند     | کاران سینگ گروور                | برنده    | [ ۳ ]  |
| ۲۰۱۳ | Indian Television Academy Awards | GR8! اجراکننده زن سال                         | سوربهی جیوتی                    | برنده    | [ ۲ ]  |
| ۲۰۱۳ | Indian Television Academy Awards | Desh Ki Dhadkan-بهترین بازیگر زن عامه‌پسند     | سوربهی جیوتی                    | نامزدشده | [ ۴ ]  |
| ۲۰۱۳ | Indian Television Academy Awards | بهترین بازیگر مرد درام                        | کاران سینگ گروور                | نامزدشده | [ ۴ ]  |
| ۲۰۱۳ | Indian Television Academy Awards | بهترین بازیگر زن در نقش منفی                  | Alka Kaushal                    | نامزدشده | [ ۴ ]  |
| ۲۰۱۳ | Indian Television Academy Awards | بهترین دیالوگ‌ها                               | Aparajita Sharma                | نامزدشده | [ ۴ ]  |
| ۲۰۱۳ | Indian Television Academy Awards | Best Tellyplay                                | Jainesh Ejardar                 | نامزدشده | [ ۴ ]  |
| ۲۰۱۳ | Indian Television Academy Awards | Best Tellyplay                                | فیضل اختر                       | نامزدشده | [ ۴ ]  |
| ۲۰۱۳ | Indian Telly Awards              | TV personality of the year                    | کاران سینگ گروور                | برنده    | [ ۵ ]  |
| ۲۰۱۳ | Indian Telly Awards              | Daily Serial                                  | 4 Lions Films                   | نامزدشده | [ ۶ ]  |
| ۲۰۱۳ | Indian Telly Awards              | بهترین بازیگر مرد در نقش اصلی                 | کاران سینگ گروور                | نامزدشده | [ ۶ ]  |
| ۲۰۱۳ | Indian Telly Awards              | Fresh New Face - Female                       | سوربهی جیوتی                    | نامزدشده | [ ۶ ]  |
| ۲۰۱۳ | Indian Telly Awards              | Best Onscreen Couple                          | کاران سینگ گروور و سوربهی جیوتی | نامزدشده | [ ۶ ]  |
| ۲۰۱۳ | Zee Gold Awards                  | بهترین بازیگر مرد                             | کاران سینگ گروور                | برنده    | [ ۷ ]  |
| ۲۰۱۳ | Zee Gold Awards                  | Best Onscreen Jodi                            | کاران سینگ گروور و سوربهی جیوتی | برنده    | [ ۷ ]  |
| ۲۰۱۳ | Zee Gold Awards                  | Gold Best Debut In A Lead Role-Female         | سوربهی جیوتی                    | برنده    | [ ۷ ]  |
| ۲۰۱۳ | Zee Gold Awards                  | بهترین بازیگر مرد نقش مکمل                    | Vaquar Sheikh                   | برنده    | [ ۷ ]  |
| ۲۰۱۳ | Zee Gold Awards                  | بهترین شوی تلویزیونی                          | 4 Lions Films                   | نامزدشده | [ ۷ ]  |
| ۲۰۱۳ | Zee Gold Awards                  | بهترین بازیگر زن نقش مکمل                     | شالینی کاپور                    | نامزدشده | [ ۷ ]  |
| ۲۰۱۴ | Zee Gold Awards                  | بهترین بازیگر زن                              | سوربهی جیوتی                    | نامزدشده | [ ۸ ]  |
| ۲۰۱۴ | BIG Star Entertainment Awards    | Most Entertaining Actor TV - Fiction - Female | سوربهی جیوتی                    | نامزدشده | [ ۹ ]  |
| ۲۰۱۴ | جوایز تلویزیونی بینندگان آسیایی  | بهترین بازیگر مرد نقش مکمل                    | Mohit Sehgal                    | برنده    | [ ۱۰ ] |
| ۲۰۱۲ | Zee Rishtey Awards               | Favourite Bhai                                | Rishab Sinha                    | برنده    | [ ۱۱ ] |
| ۲۰۱۲ | Zee Rishtey Awards               | Favourite Bhai                                | کاران سینگ گروور                | برنده    | [ ۱۱ ] |
| ۲۰۱۲ | Zee Rishtey Awards               | Favourite Naya Sadasya Male                   |                                 | برنده    | [ ۱۱ ] |
| ۲۰۱۲ | Zee Rishtey Awards               | Favourite Naya Sadasya Female                 | سوربهی جیوتی                    | نامزدشده | [ ۱۲ ] |
| ۲۰۱۲ | Zee Rishtey Awards               | Favourite Behen                               | دیگانگانا سوریاوانشی            | نامزدشده | [ ۱۲ ] |
| ۲۰۱۲ | Zee Rishtey Awards               | Favourite Behen                               | Archana Taide                   | نامزدشده | [ ۱۲ ] |
| ۲۰۱۲ | Zee Rishtey Awards               | Favourite Behen                               | Ketki Kadam                     | نامزدشده | [ ۱۲ ] |
| ۲۰۱۳ | Zee Rishtey Awards               | Favourite Jodi                                | کاران سینگ گروور و سوربهی جیوتی | برنده    | [ ۱۳ ] |
| ۲۰۱۳ | Zee Rishtey Awards               | چهره محبوب مورد علاقه-زن                      | سوربهی جیوتی                    | برنده    | [ ۱۴ ] |
| ۲۰۱۳ | Zee Rishtey Awards               | Favourite Villain                             | آمراپالی گوپتا                  | برنده    | [ ۱۵ ] |
| ۲۰۱۳ | Zee Rishtey Awards               | Favourite Bhai                                | کاران سینگ گروور                | برنده    | [ ۱۳ ] |
| ۲۰۱۳ | Zee Rishtey Awards               | Favourite Bhai                                | Vikrant Massey                  | برنده    | [ ۱۳ ] |
| ۲۰۱۳ | Zee Rishtey Awards               | بهترین دیالوگ‌ها                               | Divya Sharma و Aparajita Sharma | برنده    | [ ۱۶ ] |
| ۲۰۱۳ | Zee Rishtey Awards               | Favourite Mata-Pita                           | شالینی کاپور، Vaquar Sheikh     | نامزدشده | [ ۱۷ ] |
| ۲۰۱۳ | Zee Rishtey Awards               | Favourite Saas-Sasur                          | شالینی کاپور، Vaquar Sheikh     | نامزدشده | [ ۱۷ ] |
| ۲۰۱۳ | Zee Rishtey Awards               | Favourite Behene                              | Archana Taide                   | نامزدشده | [ ۱۸ ] |
| ۲۰۱۳ | Zee Rishtey Awards               | Favourite Behene                              | Neha Lakshmi Iyer               | نامزدشده | [ ۱۸ ] |
| ۲۰۱۳ | Zee Rishtey Awards               | Favourite Behene                              | فارهینا جاریماری                | نامزدشده | [ ۱۸ ] |
| ۲۰۱۳ | Zee Rishtey Awards               | چهره محبوب مورد علاقه - مرد                   | کاران سینگ گروور                | نامزدشده | [ ۱۹ ] |
| ۲۰۱۳ | Zee Rishtey Awards               | چهره محبوب مورد علاقه - مرد                   | Vikrant Massey                  | نامزدشده | [ ۱۹ ] |
| ۲۰۱۳ | Zee Rishtey Awards               | Favourite Parivaar                            | Qubool Hai                      | نامزدشده | [ ۲۰ ] |
| ۲۰۱۳ | Zee Rishtey Awards               | Favourite Beta                                | کاران سینگ گروور                | نامزدشده | [ ۱۵ ] |
| ۲۰۱۳ | Zee Rishtey Awards               | Favourite Beta                                | Vikrant Massey                  | نامزدشده | [ ۱۵ ] |
| ۲۰۱۴ | Zee Rishtey Awards               | Favourite Behen                               | سوربهی جیوتی                    | برنده    | [ ۲۱ ] |
| ۲۰۱۴ | Zee Rishtey Awards               | بهترین فیلمنامه                               | Jainesh Ejardar و فیضل اختر     | برنده    | [ ۲۲ ] |
| ۲۰۱۴ | Zee Rishtey Awards               | Favourite Jodi                                | کارانویر بوهرا و سوربهی جیوتی   | برنده    | [ ۲۳ ] |
| ۲۰۱۴ | Zee Rishtey Awards               | چهره محبوب مورد علاقه-مرد                     | Karanvir Bohra                  | برنده    | [ ۲۴ ] |
| ۲۰۱۴ | Zee Rishtey Awards               | چهره محبوب مورد علاقه-زن                      | سوربهی جیوتی                    | برنده    | [ ۲۵ ] |
| ۲۰۱۴ | Zee Rishtey Awards               | Favourite Beti                                | سوربهی جیوتی                    | برنده    | [ ۲۶ ] |
| ۲۰۱۴ | Zee Rishtey Awards               | Favourite Saas-Bahu Rishta                    | سوربهی جیوتی و آمراپالی گوپتا   | برنده    | [ ۲۶ ] |
| ۲۰۱۴ | Zee Rishtey Awards               | Favourite Khalnayak                           | آمراپالی گوپتا                  | برنده    | [ ۲۶ ] |
| ۲۰۱۴ | Zee Rishtey Awards               | Favourite Nayi Jodi                           | Karanvir Bohra و سوربهی جیوتی   | برنده    | [ ۲۶ ] |
| ۲۰۱۴ | Zee Rishtey Awards               | Best Dosti                                    | سوربهی جیوتی و Nirmal Soni      | برنده    | [ ۲۶ ] |
| ۲۰۱۵ | Zee Gold Awards                  | Best Onscreen Jodi                            | سوربهی جیوتی و Karanvir Bohra   | برنده    | [ ۲۷ ] |
|      | Indian Telly Awards              | بهترین بازیگر زن در نقش منفی                  | Additi Gupta                    | نامزدشده | [ ۲۸ ] |